# 삼척대학교
삼척대학교(三陟大學校, Samcheok National University)는 대한민국 강원도 삼척시에 있었던 공학계열 중심의 종합 국립대학이다. 2006년 강원대학교와 통합하어 이원화캠퍼스인 강원대학교 삼척캠퍼스가 되었다. 

## 연혁
- 1939년 5월 27일 삼척공립직업학교 개교
- 1944년 3월 31일 삼척공립공업학교로 개편
- 1946년 10월 15일 삼척공립공업중학교로 개편
- 1950년 5월 5일 삼척공업고등학교로 개편
- 1963년 1월 22일 삼척공업고등전문학교로 개편
- 1973년 9월 29일 삼척공업전문학교로 개편
- 1979년 1월 1일 삼척공업전문대학으로 개편
- 1991년 3월 1일 삼척산업대학으로 개편
- 1993년 3월 1일 삼척산업대학교로 교명 변경
- 1998년 12월 31일 삼척대학교로 교명 변경
- 2006년 3월 1일 강원대학교에 통합